# Kanvihalli, Harapanahalli
Kanvihalli là một làng thuộc tehsil Harapanahalli, huyện Davanagere, bang Karnataka, Ấn Độ.